# Achim Thiel (Fußballspieler)
Achim Thiel (* 16. Oktober 1962) ist ein ehemaliger deutscher Fußballspieler.

## Karriere
Thiel spielte mit Kickers Offenbach in der Saison 1983/84 in der Bundesliga. Sein Debüt gab er am 24. Spieltag bei der 0:4-Niederlage gegen den Hamburger SV. Im Saisonverlauf bestritt er neun weitere Spiele. Die Kickers belegten den vorletzten Tabellenplatz und stiegen in die 2. Bundesliga ab. Dort kam Thiel erst in der Saison 1987/88 zum Einsatz. Er war unter Trainer Dieter Renner Stammspieler und kam in 38 Ligaspielen zu 37 Einsätzen. In der folgenden Saison bestritt er 33 Spiele und belegte mit Offenbach den 15. Tabellenplatz, doch der sportliche Erfolg konnte den Verein nicht retten. Vom DFB wurde den Kickers die Lizenz entzogen.